# Kao the Kangaroo Round 2
Kao the Kangaroo: Round 2 è un videogioco di genere avventura dinamica pubblicato nel 2003 da Tate Interactive, è il sequel di Kao the Kangaroo. Un remake intitolato Kao Challengers è stato pubblicato per PlayStation Portable nel 2005/2006 e un nuovo titolo chiamato Kao the Kangaroo: Mystery of the Volcano è uscito per PC nel 2005.

## Trama
Il malvagio cacciatore del primo gioco ritorna e cattura Kao e tutti i suoi amici per vendicarsi. Tuttavia, Kao fugge dalla sua nave e deve trovare un modo per sconfiggere il cacciatore e i suoi alleati per salvare i suoi amici.